# Stijena Kolač
Kolač (ili Koloč) je prstenasta stijena na Braču, izgrađena od vapnenca i dolomita (mineral kalcija i magnezija). Ovaj zaštićeni geomorfološki spomenik prirode je titulu stekao 1986. godine. Nalazi se u općini Nerežišća, otprilike dva kilometra od mjesta.
Ovaj prirodni kameni slavoluk naziv je dobio po obliku koji podsjeća na pecivo prstenasta oblika.
Raspon luka je 20,3 m, visina luka 10,6 m, visina stijene je 11,4 m, a visina otvora 10,8 m.

## Vanjske poveznice
|  | Zajednički poslužitelj ima još gradiva o temi Stijena Kolač |